# Eupholidoptera mirzayani
Eupholidoptera mirzayani är en insektsart som beskrevs av Mofidi-neyestanak och Donald L.J. Quicke 2007. Eupholidoptera mirzayani ingår i släktet Eupholidoptera och familjen vårtbitare. Inga underarter finns listade i Catalogue of Life.